# 上杉憲孝
上杉 憲孝（うえすぎ のりたか）は、南北朝時代から室町時代前期にかけての武将。関東管領。

## 略歴
正平21年/貞治5年（1366年）、上杉憲方の子として誕生。伯父・上杉能憲の養嗣子となって宅間上杉家の家督を継いだ。小山若犬丸の反乱鎮圧など実父・憲方に従って多くの戦功を挙げ、元中9年/明徳3年（1392年）に実父の後を受けて関東管領に就任した。しかし応永元年（1394年）11月、病のために管領職を辞し、まもなく死去した。
子がなく、関東管領は上杉朝宗が就任、宅間上杉家は上杉重能の弟・重兼の子孫が継承した。
なお、憲孝の関東管領の在任期間中に発給文書が確認できず、関東管領就任の事実を否定する説もある 。